# Tanyptera shennongana
Tanyptera shennongana är en tvåvingeart som beskrevs av Yang 1988. Tanyptera shennongana ingår i släktet Tanyptera och familjen storharkrankar. Inga underarter finns listade i Catalogue of Life.